# Jesús España

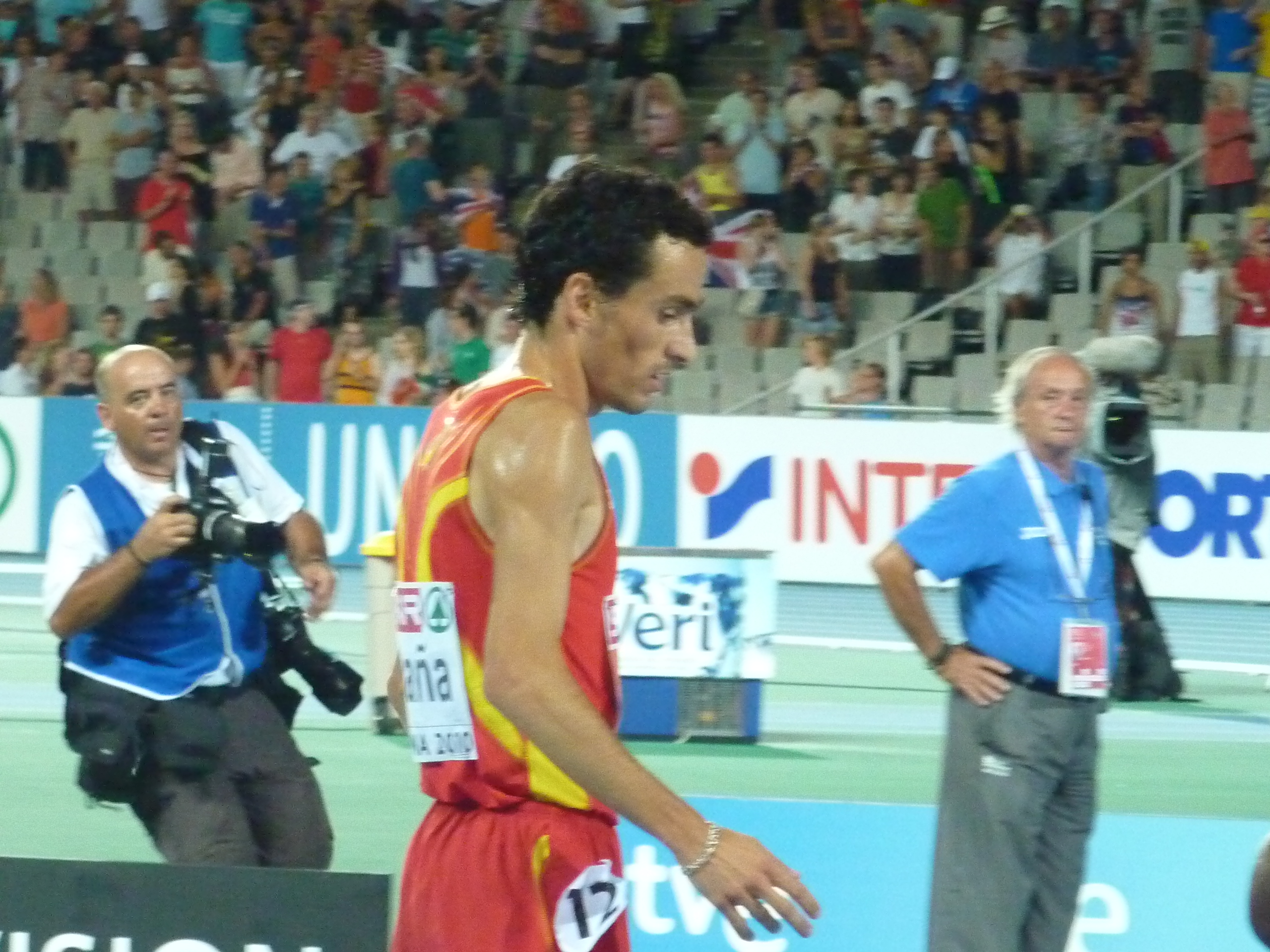
Jesús España bei den Europameisterschaften 2010

Jesús España (* 21. August 1978 in Valdemoro) ist ein spanischer Langstreckenläufer.
España startet hauptsächlich im 3000-Meter-Lauf und im 5000-Meter-Lauf. Seine erste internationale Medaille gewann er über 3000 Meter bei den Halleneuropameisterschaften 2002 in Wien, als er hinter seinen beiden Landsleuten Alberto García und Antonio David Jiménez Bronze gewann. Mit 7:48,08 min lag er dabei gleichauf mit dem Briten John Mayock. Bei den Europameisterschaften in München belegte er über 5000 Meter den elften Platz. Bei den Hallenweltmeisterschaften 2003 in Birmingham wurde er in 7:42,70 min Vierter.
Bei den Iberoamerikanischen Meisterschaften 2004 gewann Jesús España über 5000 Meter.
2006 bei den Europameisterschaften in Göteborg waren die spanischen Läufer auf allen Mittel- und Langstrecken favorisiert. Letztlich wurde Jesús España im 5000-Meter-Lauf der einzige Europameister im Laufbereich, als er in einem typischen Spurtrennen auf der Zielgerade mit dem Briten Mo Farah kämpfte und im Ziel mit 13:44,70 min neun Hundertstelsekunden Vorsprung hatte.
2007 gewann er bei den Halleneuropameisterschaften in Birmingham Bronze über 3000 Meter und wurde bei den Weltmeisterschaften in Ōsaka Siebter über 5000 Meter. Bei den Olympischen Spielen in Peking lief er über 5000 Meter auf Rang 14 ein.
2009 holte er bei den Halleneuropameisterschaften in Turin erneut Bronze über 3000 Meter und wurde bei den Weltmeisterschaften in Berlin Zehnter. Bei den Europameisterschaften 2010 in Barcelona gewann er Silber über 5000 Meter. 2011 wurde er bei den Halleneuropameisterschaften in Paris Fünfter über 5000 Meter, siegte beim Great Ireland Run und wurde bei den Weltmeisterschaften in Daegu Zwölfter über 5000 Meter.
2012 wurde er Sechster beim Great Ireland Run.
Bislang wurde er achtmal spanischer Meister über 5000 Meter (2003, 2005–2011). In der Halle wurde er fünfmal nationaler Meister über 3000 Meter (2003, 2007, 2009–2011).
Jesús España ist 1,73 m und wiegt 56 kg. Er wird von Dionisio Alonso trainiert und startet für die Amigos Valdemoro.

## Bestzeiten
- 1500 m: 3:36,53 min, 15. Mai 2002, Doha
- 3000 m: 7:38,26 min, 27. August 2006, Rieti
- 5000 m: 13:04,73 min,	22. Juli 2011, Monaco
- 10.000 m: 28:26,27 min, 24. März 2012, Lissabon
- 10-km-Straßenlauf: 29:22 min, 15. April 2012, Dublin